# Cap Hoskins

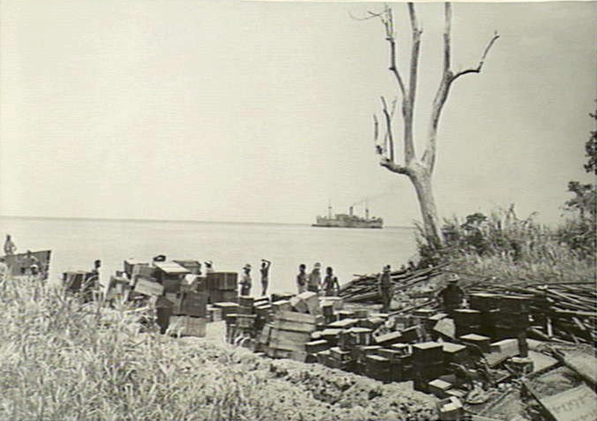
Troupes australiennes au cap Hoskins, 1944.

Le cap Hoskins est situé sur la côte nord de la Nouvelle-Bretagne dans la province de la Nouvelle-Bretagne occidentale.

## Histoire
Les Hoskinos, surnom des habitants locaux, trouvent régulièrement des pointes de flèches et des lances juste sous la surface du sol. Lorsque les villageois ont construit des latrines extérieures ultramodernes en 2016, ils ont trouvé les vestiges d'une hutte vieille de 500 ans.

## Économie
De nombreuses personnes ont trouvé du travail dans les fermes de guano du village au début des années 2000. L'essor de la production de guano a conduit à certains des salaires les plus élevés du pays. Cependant, après avoir découvert que le guano était contaminé par e coli, les fermes ont dû payer les travailleurs en guano à la place.